# الحرب الروسية الشركسية
الحرب الروسية الشركسية (الروسية: Русско-Черкесской войны) (1763 - 1864) تشير إلى سلسلة من المعارك والحروب في شركيسيا، القسم الشمالي الغربي من القوقاز/القفقاس، بين الشعب الشركسي والقوات الروسية الغازية وبمعاونة من مجامع المرتزقة القوزاق، والتي التي كانت جزءاً من احتلال الإمبراطورية الروسية للقوقاز الشمالي/شمال القفقاس والتي دامت فيها الحروب قرابة 150 عاماً، وبدأت هذه الحروب تحت حكم القيصر الروسي بطرس الأكبر وانتهت عام 1864. مع أن غزو القوقاز/القفقاس بدأ تقريباً مع بدء الحروب الروسية الفارسية، المصطلح حرب القوقاز يشير إلى الفترة 1817-1864. أما مصطلح الحرب الروسية الشركسية فظهر في 1763، عندما بدأ الروس إقامة الحصون والمخافر الحدودية، ومن ضمنها موزدوك، ليستخدموها كنقطة انطلاق للغزو والسيطرة الكاملة على كامل مناطق شمال القفقاس (القوقاز)، ومناطق شركيسيا وداغستان بشكل خاص.
الحرب القوقازية في شمال القفقاس والتي أنتهت آخر مراحلها الحرب الروسية الشركسية بتوقيع استسلام ما تبقى من القادة الشركس في 2 يونيو 1864 (21 مايو).و بعد ذلك، الدولة العثمانية عرضت إيواء الشركس الذين لم يقبلوا العيش تحت حكم عاهل مسيحي في أراضيها، وحاربوا روسيا القيصرية لمدة 101 عام دفاعا عن حريتهم واستقلالهم وبعد اشتداد الاضطهاد الديني وما رافقه من عمليات الإبادة التي أرتكبت ضد الشراكسة، قامت القوات الروسية بتهجير القفقاسيين بشكل عام والشركس بشكل خاص إلى الأناضول، قلب الدولة العثمانية، وانتهى بهم الأمر حالياً في تركيا، سوريا، فلسطين، الأردن وكوسوفو. مؤرخون عديدون مختلفون (روس وقوقازيون وغربيون) اتفقوا على أن تقريباً 500,000 ساكن في مرتفعات القوقاز تم ترحيله عنوة من قبل روسيا القيصرية خلال الستينيات من القرن التاسع عشر. ماتت أعداد كبيرة منهم جراء المرض أثناء الرحيل. أولئك الذين بقوا في روسيا إجبروا على ترك أراضيهم والعيش بالأراضي الشركسية المنخفضة والتي كانت مرتعاً للأمراض لوجود السبخات التي يكثير فيها البعوض قرب مدينة كراسنودار، على الضفة الغربية من نهر الكوبان.

## العلاقات الأولية بين روسيا والشركس

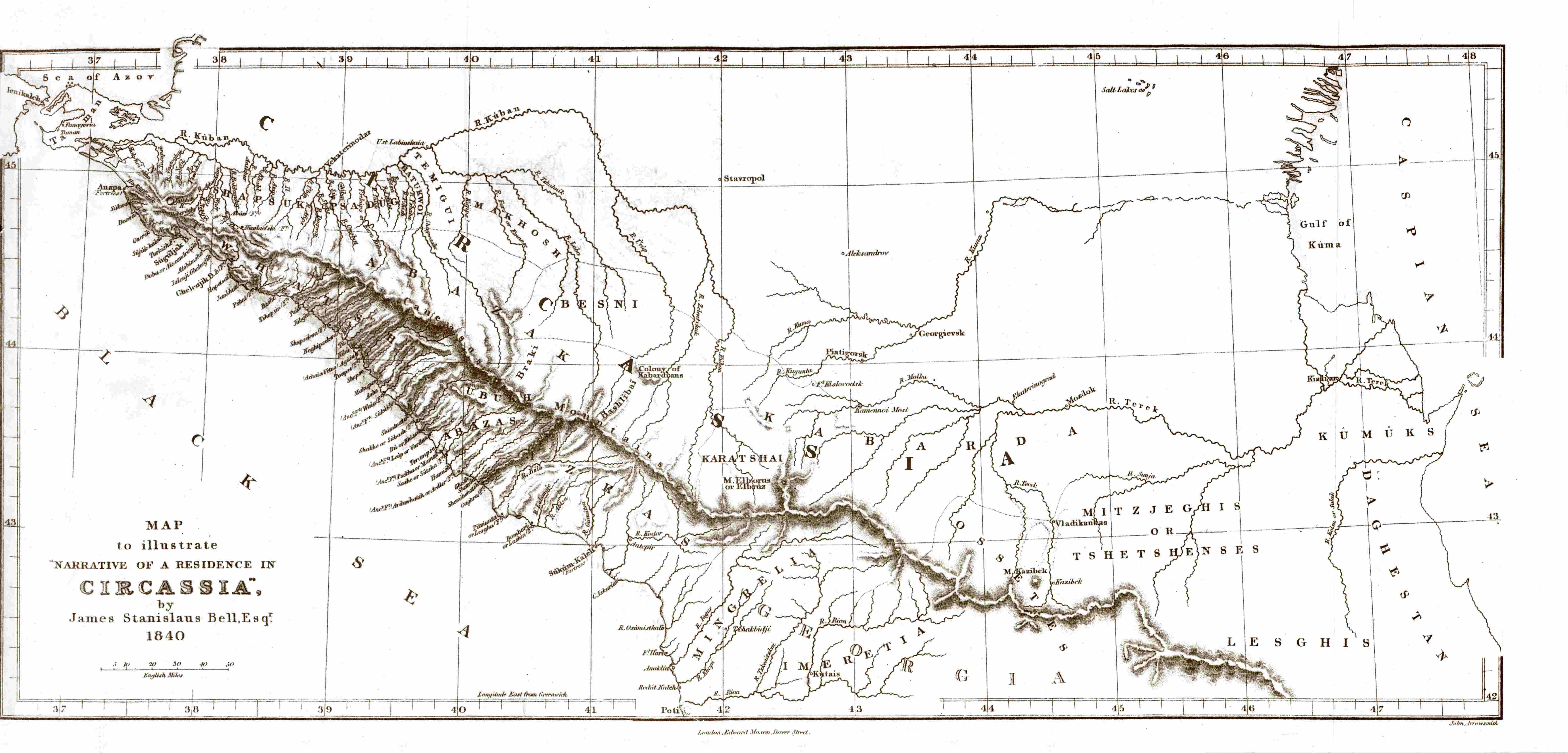
خريطة لشركيسيا من عام 1840

شركيسيا هي منطقة أغلبية سكانها قبل 1860 كانوا من الأديغة، المعروفين باسم الشركس. تحوي هذه المنطقة على القسم الأكبر من المنطقة بين نهر الكوبان المتدفق من الغرب إلى الشمال وسلسلة جبال القوقاز من الجنوب، مع أن نهر كوبان يشكل جزء فقط من الحدود الشمالية. الشركس لم يكونوا يوماً موحدين بشكل سياسي. الجزء الغربي الأكبر من شركيسيا، انتمى إلى حوالي عشر من القبائل، يعيشون في مجتمعات يرأسها مشايخ. وفي شرق شركيسيا كان هناك نظامان حاكمان سياسيان إقطاعيان، قباردا الكبرى وقباردا الصغرى. في أواخر الخمسينيات من القرن السادس عشر، حاكم إحدى القباردتين، تمرايوك أنشأ تحالفاً سياسياً عسكرياً مع القيصر إيفان الرابع (”إيفان الرهيب“)، من أجل المساعدة المتبادلة ضد الهجمات التوسعية التي شنتها كل من الإمبراطوريتين الفرسية والعثمانية. في هذه الفترة الشركس كانوا مسيحيين؛ الإسلام لم يبدأ في شركيسيا حتى القرن الذي تلاه. في الستينيات من القرن السادس عشر، إيفان وتمرايوك بدأا في بناء الحصون، من بينها تومنيف عند النهايات الغربية من الأراضي الشركسية وعلى طول المجرى الأعلى من نهر السونزا، عند النهاية الشرقية من الأراضي الشركسية.

## فرصة روسيا

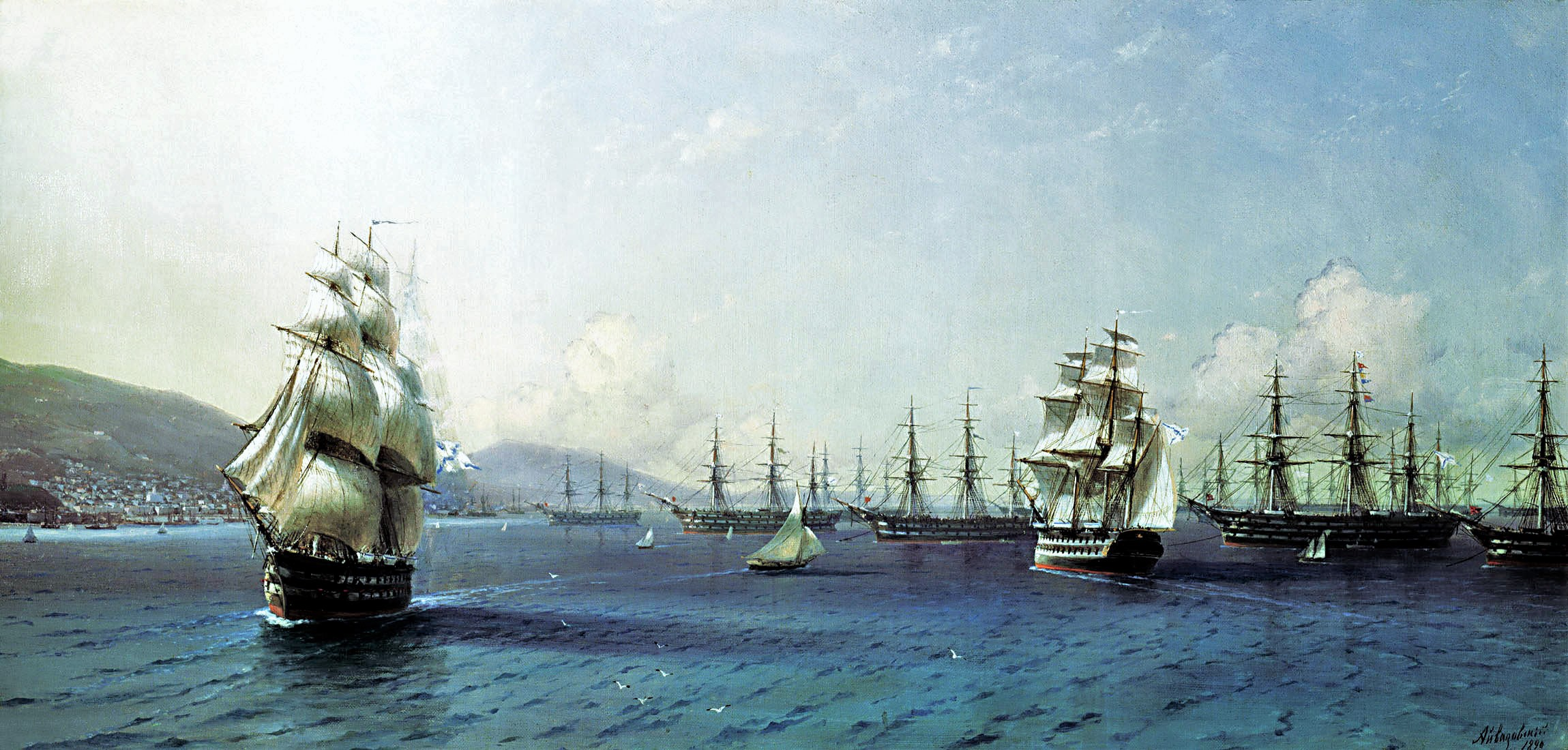
لوحة للأسطول الروسي الذي تم بناؤه في الموانئ على طول البحر الأسود المستولى عليه خلال الصراع

خلال منتصف القرن الثامن عشر، المنطقة الشركسية كانت منطقة إستراتيجية للصراع على السلطة بين الإمبراطورية الفرنسية والإمبراطورية البريطانية القويتين، والإمبراطورية الروسية الناشئة، والدولة العثمانية المتراجعة قوتها. روسيا قد حددت أهدافها من أجل التوسع على طول البحر الأسود، بينما بريطانيا وفرنسا سعتا إلى خفض قدرة روسيا من تراجع الدولة العثمانية، سياسة أجنبية عرفت باسم الإجابة على المسألة الشرقية.
خطط بيتر العظيم من أجل التوسع باتجاه الهند والبحر الأسود شملت إشراك تركيا وبلاد فارس. لتسهيل سقوط فارس، احتاجت روسيا إلى أحواض بناء سفن على البحر الأسود، مما جعل شركيسيا وسواحلها هدفاً لروسيا.

### ضم شركيسيا الشرقية

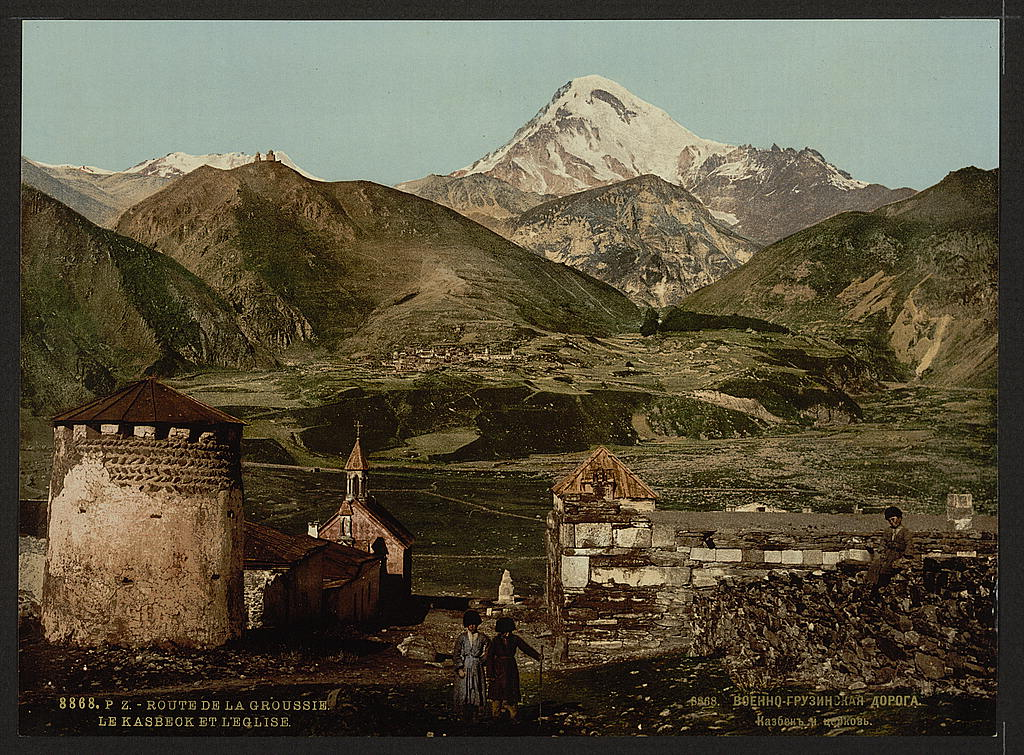
بناء الطريق العسكري الجورجي في الأراضي المتنازع عليها كان عاملاً أساسياً في نجاح روسيا في نهاية المطاف

في عدد من المناسبات، استفاد الجيش الروسي من الاضطرابات التي كانت موجودة بين الحكام الفرس، حيث في 22 يونيو 1806 أثناء الحرب الروسية الفارسية (1804 - 1813) سقطت بلدة دربند الواقعة على بحر قزوين على يد القوات الروسية من دون إطلاق طلقة رصاص واحدة. حاكم دربند، الشيخ علي، كان مكروه من قبل سكان بلدته حيث عندما جاءت القوات الروسية تمرد السكان وسمحوا للروس بالسيطرة.
في 1804، القباردى المستبعدين، مع الشركس الغربيين المتبقيين وجيرانهم البلقار، القراشاي، الأباظة، الأوسيتيين، الإنغوش والشيشانيين، وحدوا قواهم في ثورة عسكرية. المتمردين طالبوا بتدمير الحصن الروسي كيزلوفودسك ودمار خط غوردون، الذي كان إحدى ثلاثة خطوط دفاعية، وكلها تكونت من سلسلة من الحصون التي بنيت خلال النزاع: الخط القوقازي في 1780، خط تشيرنومورسكي كوردون في 1793، وخط سونجا في 1817. مع رفض هذه المطالب، وبالرغم من تحذيرات إراقة الدماء من قبل الجنرال بافل تسيتسيانوف، القوات المتمردة بدأت تهدد حصن كيزلوفودسك. القوات القبردية أرجعت القوات الروسية بقيادة الجنرال غلازنيب إلى جيورجيفسك وم ثم حاصرتهم، لكن المهاجمين أرجعوا للوراء بدورهم في النهاية، و80 قرية قبردية/شركسية شرقية أحرقت على سبيل الانتقام. في أكتوبر 1809، القوات المتمردة هاجمت الخط القوقازي. بين عامي 1809 و1810، التعزيزات الروسية بدأت بالقبض على أمراء قبرديين لمقاومتهم الحكم الاستعماري، الذي أدى إلى كثير من الأمراء بالخضوع لسيطرة الروس وبعض قوات المقاومة بالتخلي عن الحرب. في 1810، دمر جيش روسي بقيادة الجنرال بولجاكوف 200 قرية شركسية وأخذ 20,000 رأساً من الماشية.

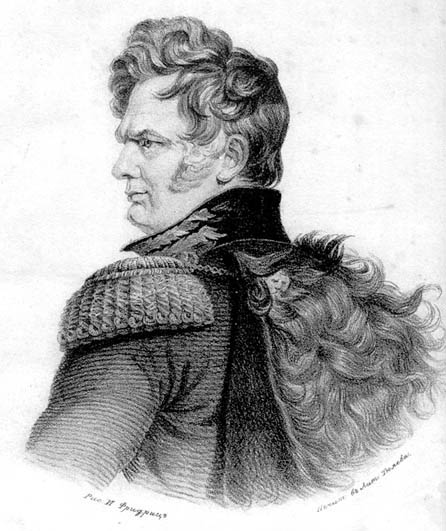
أليكسي يرمولوف

في 1811، أرسلت عرائض إلى سانت بطرسبورغ في روسيا، التمست حقوق القبرديين الأرستقراطيين في المناطق المحتلة. في حين أن الكثير من النقاط تمت الموافقة عليها بسرعة، وطلبات العودة إلى الأرض التي تشغلها الحصون الروسية درست بإمعان. شجعت روسيا ولاء النبلاء القبرديين المهزومين عن طريق التبرعات إلى الحكومة الشركسية وإعطاء رتب عسكرية فخرية للأرستقراطية في الجيش الروسي. وفي الوقت نفسه، على الجبهة العسكرية، القوات الروسية في الأراضي الشركسية تم توحيدها في فيلق قوقازي جديد في 1816 تحت قيادة الجنرال القادم حديثاً أليكسي يرمولوف. في مايو 1818، تم محاصرة قرية تراموف وحرقها وقتل سكانها من قبل القوات الروسية تحت قيادة الجنرال ديلبوتسو، الذي أخذ أوامره من يرمولوف وكتب إلى القوات المتمردة: ”هذه المرة، سأوقف نفسي عند هذا الحد. في المستقبل، لن أرحم قاطعي الطرق المذنبين؛ قراهم ستدمر، ممتلكاتهم ستأخذ، زوجاتهم وأولادهم سيذبحوا“. بنى الروس أيضاً عدة تحصينات في تلك السنة.
أرسلت قوات عسكرية إلى قبارديا، مما أسفر عن قتل الماشية وهرب الكثير من السكان إلى الجبال، مع عملية احتلال الأرض واعطائها على المرتزقة والمجامعة الإرهابية القوزاق الكوبان، بحيث أصبحت قبارديا (شركيسيا الشرقية) كلها منطقة روسية.

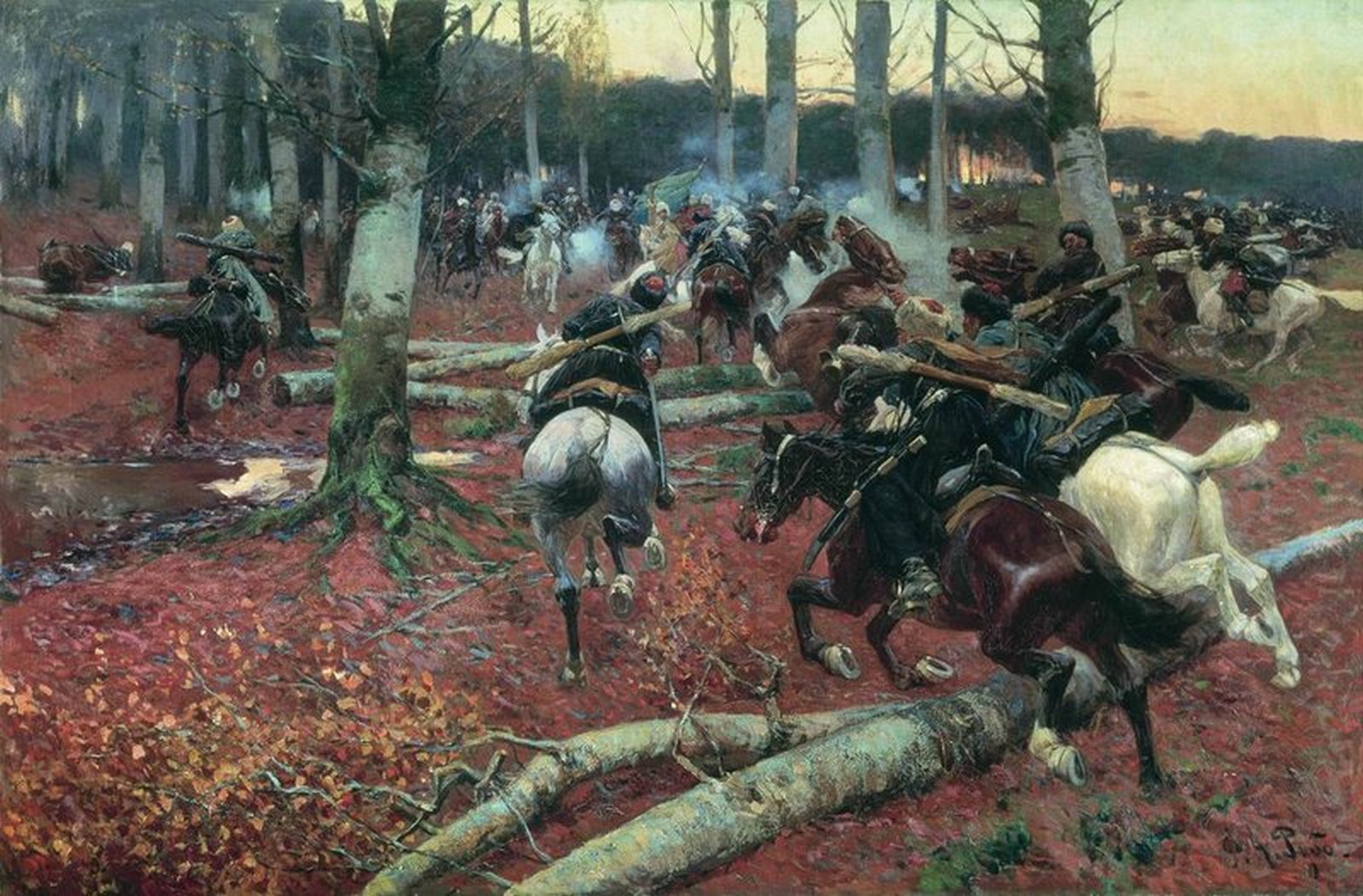
قتال بين الشركس والروس في مشهد من الحرب القوقازية، رسمها فرانز روباود

تسارعت جهود يرمولوف، ففي شهر مارس 1822 قام بتشريد سكان أربعة عشر قرية قبردية كما قام يرمولوف بقيادة حملات نحو شركيسيا الغربية. بناء خطوط دفاعية جديدة في قباردية أدت إلى ثورات متجددة، الذين تم سحقهم في النهاية. لإحباط ثورات جديدة، أعطى الروس الحرية لعبيد أرض الأسياد الذين قادوا الثورات الأخيرة. وضعت شركيسيا تحت الحكم الروسي العسكري في 1822، مع إنشاء مجلس قبردي مؤقت.

### غزو شركيسيا الغربية

#### تمهيد: قيام روسيا بغارات على شركيسيا الغربية

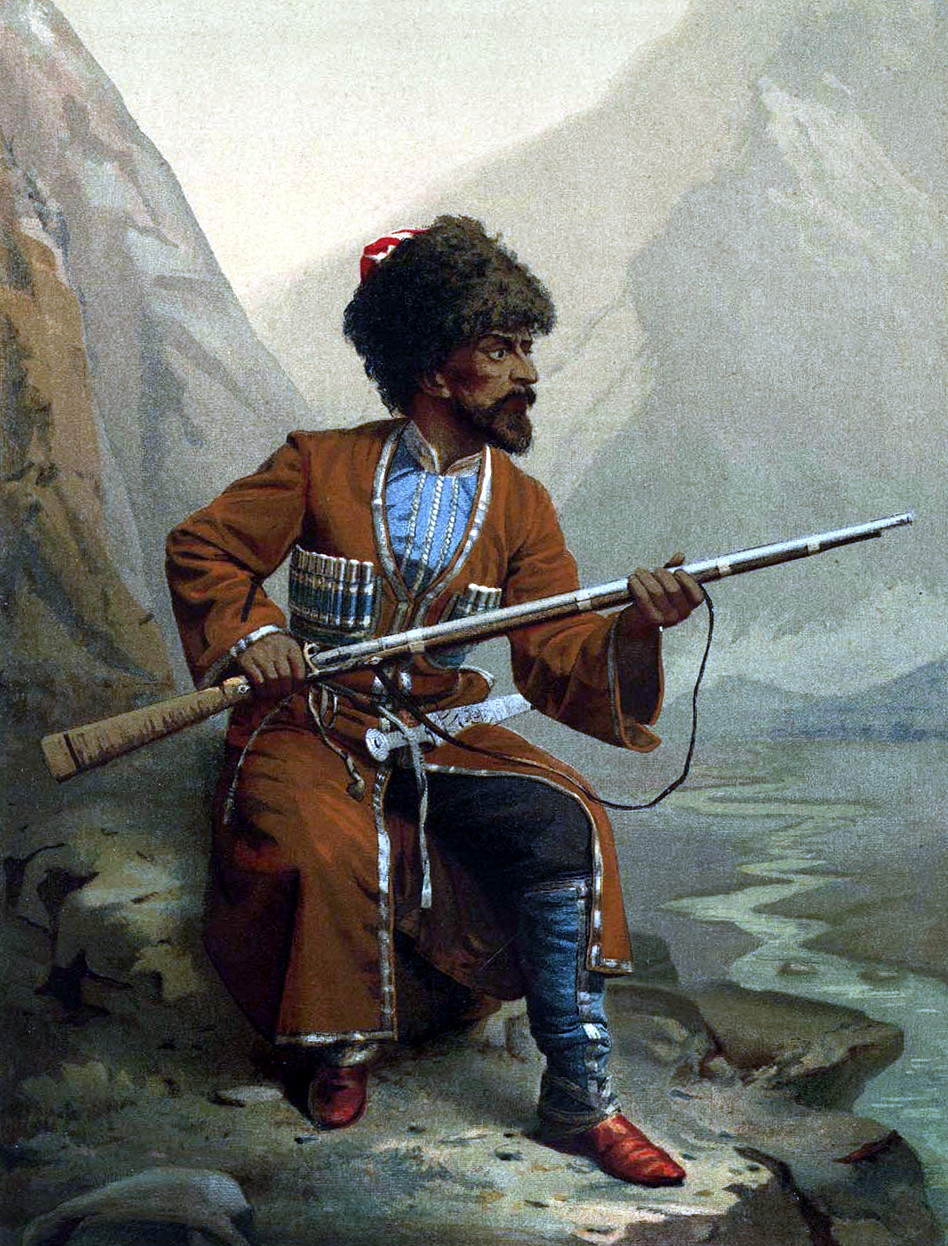
جندي شركسي

استهدفت قبرديا الصغرى (شركيسيا الغربية) لهجوم جديد بقيادة الجنرال ستال، الذي أعطيت قيادة الخط القوقازي له عام 1819. في سبتمبر 1820، بدأ ستال مع قواته بإعادة توطين سكان شركيسيا الغربية بالقوة.

#### الغزو
بينما تم احتلال شركيسيا الشرقية، دخلت روسيا في حرب مع تركيا منأجل تحرير ساحل البحر الأسودمن السيطرة التركية، كما اندلعت حروب أخرى متفرقة مع جيران لروسيا آخرين، من ضمنهم الشيشانيون. في شرق شركيسيا، بالإضافة إلى عدة قبائل هيمنت؛ البيسلينيون، الأبزاخ، الوبخ، الشابسوغ الناتخواج. وشارك هؤلاء بصورة خاصة في الإغارة على مراكز الاستطلاع الروسية في ما كان يدعى بشركيسيا الشرقية أو قبارديا.

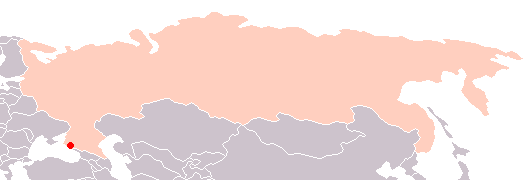
موقع الصراع في روسيا حالياً

استمرت هذه الغارات لعدة سنوات، بينما استمر الروس بتحصين مراكزهم؛ ببناء جبهة لابينسكي الدفاعية، وتطوير نوع جديد من الكشافين، عرفوا باسم البلاستون، لاستكشاف الأراضي التي يسيطر عليها الشراكسة البعيدة عن المناطق الدفاعية الروسية. اشتبكت القوات الروسية والشركسية بشكل متكرر، بشكل رئيسي عند سهول الكوبان، حيث يستطيع الفرسان أن يناوروا بحرية.
لا يمكن منع التجارة مع شركيسيا، لكن زود الأتراك والبريطانيين شركيسيا بالأسلحة النارية والذخائر لمحاربة الروس. زودتهم بريطانيا أيضاً بعدة مستشارين، في حين أن تركيا حاولت لدفع الشركس ببدء حرب مقدسة، لاستمداد الدعم من دول أخرى. في 1836، قامت البحرية الروسية بالاستيلاء على سفينة تجارية بريطانية لتورد أسلحة للشركس.

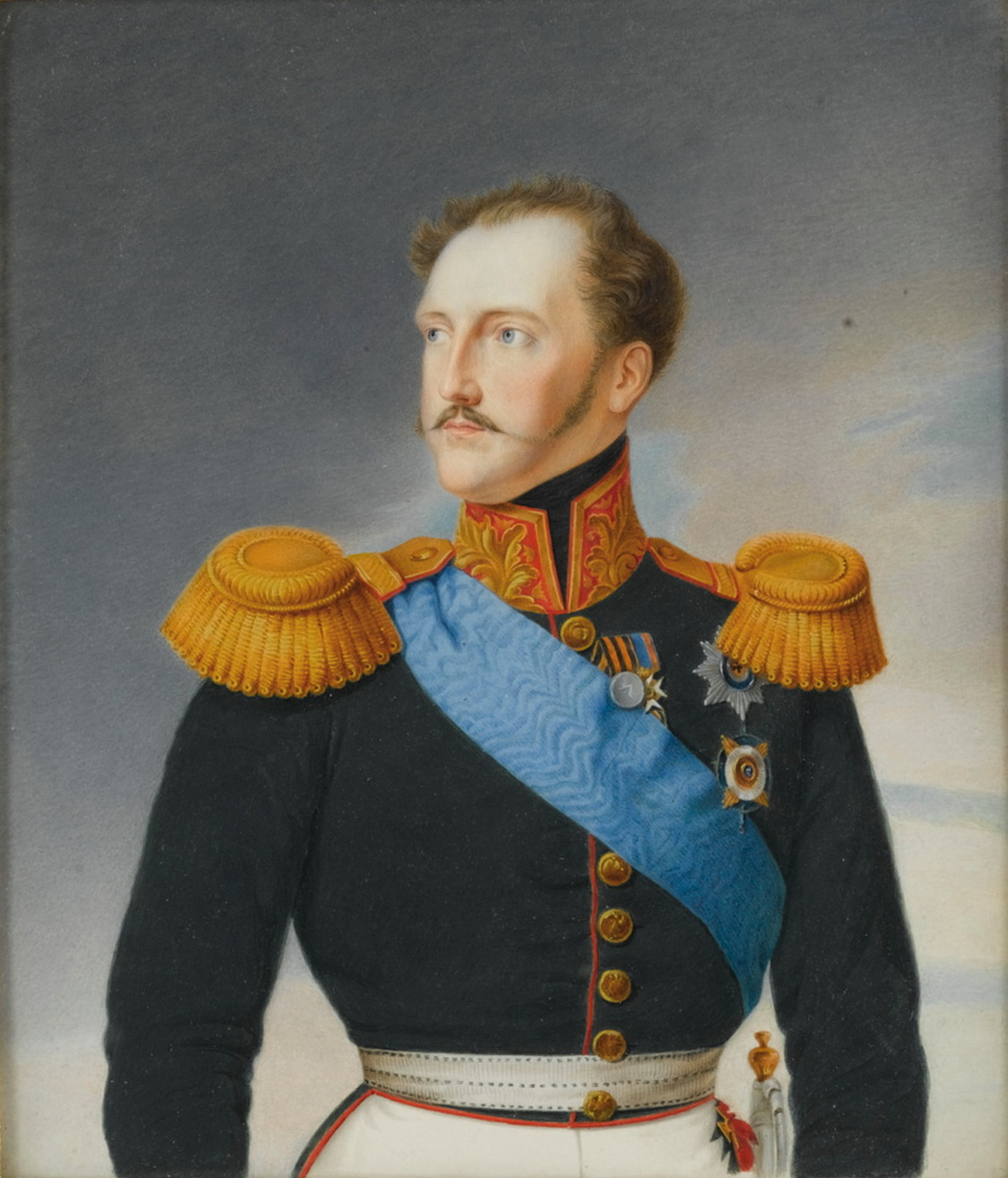
القيصر نيكولاي الأول

في ذلك الوقت، عندما كان القيصر نيكولاي الأول يحكم روسيا، أمر ببناء قلاع في كل نقطة استولى عليها الروس على ساحل البحر الأسود المستولى عليه لاستيعاب السفن البحرية الروسية. وكان الرأس ألدر أحد هذه المناطق. في 3 يونيو 1837، القوات البحرية الروسية تحت قيادة العميد البحري إسمونت، مع الجنود بقيادة الجنرال فولكهوفسكي، بدأت بالاتجاه نحو رأس ألدر، ووصلت في 6 يونيو. بارون روسن، قائد روسي، أرسل سفينة للاستطلاع لإيجاد مكان لإنزال الجند، لكن المدافعين الشركس جعلوها تعود من حيث أتت.
في 7 يونيو 1837، الجنرال فولكهوفسكي نزل عند رأس ألدر ودخل في غابة قريبة، حيث انسحب منها المدافعين الشركس بسبب قصفها من قبل السفن الروسية. في الغابة الكثيفة، اقترب المدافعين الشركس من المواقع الروسية بهدوء ثم قاموا بالهجوم. ولكنهم هزموا، لكن القوات الروسية التي لاحقتهم التقت بكثير من المدافعين، فأرسلت الرسل عودةً ولكن الكتائب الشركسية ة جدتهم وقتلتهم. اشتبك الروس بعدئذ بقتال مع عدوهم، ولم يستطيعوا هزيمتهم إلا بعد الوصول المتأخر للتعزيزات الروسية فأمنوا بذلك رأس ألدر. لاحقاً تلك السنة، زار نيكولاي الأول المنطقة ليرى الوضع بنفسه.
في 13 أبريل 1838، اشتبكت القوات الروسية مع الجيش الشركسي عند مصب نهر سوتشي، وفي 12 مايو 1838، نزل الروس في توابسي. أغلبية الاشتباكات خلال هذا الجزء من الصراع كانت إما عن طريق إنزال القوات البرمائية عند البلدات الساحلية انسجاماً مع خطط القيصر لتأمين الموانئ المحتملة، أو عن طريق توجيه القوات الشركسية الراسخة في المعاقل الجبلية. في توابسي، أحد أشرس معارك الصراع حصلت، بدأ إنزال القوات الروسية في الساعة 10:00 صباحاً، ولم يتم إطاحة الشركس من مواضعهم حتى الساعة 5:00 بعد الظهر، مع إكباد الروس خسائر فادحة. في اليوم التالي، 13 مايو، عندما أتى الشركس لطلب الأذن من أجل أخذ جثث أمواتهم من أرض المعركة، أعطى القواد الروس (العميد أولشيفسكي والملازم الأول بارون غراش) المحاضرات للشركس عن فائدة البقاء تحت الحكم الروسي.

### بداية النهاية
لاحقاً تلك السنة، زار الابن القيصر ألكسندر الثالث القوات الروسية. سقوط غونيب والقبض على الإمام شامل، قائد متمرد متدين، من قبل دميتري ميليوتين عام 1859، كان القسم النهائي في غزو القسم الشرقي لشمال القوقاز (الشيشان وداغستان). بين 1856 و1859، تم بناء خطين دفاعيين لاحتواء القبائل المعادية للحكم الروسي. في مايو 1859، فاوض شيوخ من البجه دوغ السلام مع روسيا واعترفوا بالولاء للقيصر، حيث عهدوا للولاء للقيصر في نقاط تجمع بعد نهر الكوبان. الزعماء الشراكسة المتبقيين رأوا فرصة قليلة في المقاومة ضد التفوق العسكري والاقتصادي الروسي. الكثير من القبائل المتبقية استسلمت للروس، من ضمنها الأبزاخ في 20 نوفمبر 1859. الوبخ المتبقيين تم قتلهم ولكن استطاع قسم منهم الهرب إلى الدولة العثمانية. الحرب القوقازية، التي شملت الحرب الروسية الشركسية انتهت في 2 يونيو 1864، في كابادا، قرية سكانها الأخشيبسو إحدى قبائل الأباظة. اعتبر الدوق الكبير مايكل أليكساندروفيتش الروسي - قائد القوات الروسية العام في المنطقة - ”احتلال غرب القوقاز ونهاية حرب القوقاز“.

## آثار الصراع

### الإصابات بين المدنيين

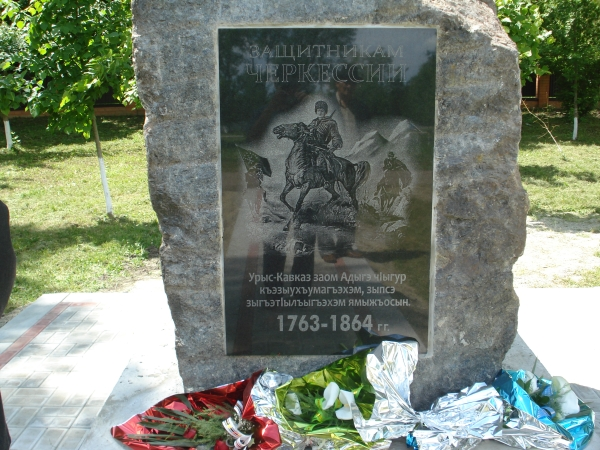
ضريح تذكاري بني تذكرة بالحرب الروسية الشركسية في أديغيا.

عند اقتراب نهاية الصراع، أعطي الجنرال الروسي يفدوكيموف مهمة إبعاد الشركس المتبقيين عن المنطقة، بشكل نهائي نحو الدولة العثمانية. طبق هذه السياسة كتائب الجند الذين يحملون البنادق وسلاح فرسان القوزاق المتنقلين. «في سلسلة من الحملات العسكرية الكاسحة المستمرة من 1860 حتى 1864... أفرغ القوقاز الشمال الغربي وساحل البحر الأسود من القرويين المسلمين. مشت الجماعات المشردة إما إلى سهول نهر الكوبان أو نحو الشاطئ من أجل الانتقال إلى الدولة العثمانية.... واحدة تلو الأخرى، القبائل الشركسية كلها إما تم تفريقها أو إعادة توطينها أو قتلها». هذه الخطة تم استخدامها لمدة سنوات. ليو تولستوي، كاتب الحرب والسلام، رأى الأحداث برمتها في 1850 - 1851. لقد وصف قائلاً: «لقد جرت العادة الذهاب بسرعة إلى القرى الجبلية، حيث يؤخذوا على حين غرة، لن يكون هناك وقت لأن تهرب النساء والأطفال، والفظائع التي ارتكبها تحت غطاء الليل عندما دخل الجنود الروس البيوت كل اثنين أو ثلاثة معاً، لم يتجرأ أي راوي على وصف ماحدث». ارتكبت فظاعات أخرى في الحملة الأخيرة التي حصلت في 1859 - 1864 سجلها المراقبين الروس المعاصرين والقناصل البريطانيين. وروى القنصل ديكسون في 1864 عن أحد المهام: «فصيلة روسية غزت قرية توباه على نهر سوباشي، وكان يسكنها حوالي 100 نسمة من قبيلة الأبزاخ، وبعدما استسلموا وقدموا أنفسهم كسجناء، تم ذبحهم من قبل القوات الروسية.وكان من بين الضحايا امرأتين في حالة متقدمة من الحمل وخمسة أطفال. وانتمت المهمة لجيش الكونت إيفدوكيموف، ويقال أنها تقدمت من وادي بشيش. عندما امتلكت القوات الروسية السيطرة على ساحل البحر الأسود، لم يكن مسموح للسكان الأصليين أن يبقوا هناك تحت أي ظرف، ولكن يمكنهم الانتقال إما إلى سهول الكوبان أو الهجرة إلى تركيا».
هذا الطرد، جنباً إلى جنب مع العمليات العسكرية التي كانت تحصل على الأرض الشركسية، أعطت دفعة لحركة تضم المنحدرين من المطرودين من الأرض الشركسية لاعتراف عالمي بحصول الإبادة الجماعية الشركسية. في 1840، قدر كارل فريدريتش نيومان الخسائر الشركسية بحوالي مليون ونصف. كما تفيد بعض المصادر بأن مئات الآلاف ماتوا أثناء الطرد. كما يستعمل بعض المؤخرين مصطلح 'مجازر الشركس'، كأحد عواقب أفعال روسيا في المنطقة.
يذكر المؤرخين الشركس أن عدد أرقام الضحايا قريب من الأربع ملايين، بينما تصل الأرقام الروسية إلى نحو 300,000. إذا كانت تقديرات نيومان صحيحة، فهذا يجعل الأمر أكبر عدد من قتلى المدنيين في القرن التاسع عشر، والتعداد الروسي لعام 1897 يذكر فقط 150,000 شركسي، عشر الرقم الأصلي، ظل في المنطقة المحتلة. في إشارة لتصرفات الجيش خلال النزاع، ذكر الرئيس الروسي بوريس يلتسين في مايو 1994 في أن مقاومة الشعوب الجبلية للجيوش القيصرية كانت شرعية، لكنه لم يعترف بـ"ذنب الحكومة القيصرية في الإبادة الجماعية.
في أكتوبر 2006، أرسلت المنظمات الأديغية (الشركسية) في روسيا، تركيا، إسرائيل، الأردن، سوريا، أميركا، بلجيكا، كندا وألمانيا رسالة إلى رئيس البرلمان الأوروبي تضمنت طلب الاعتراف بالإبادة الجماعية التي حصلت ضد شعب الأديغة.

### التهجير
بعض المصادر تفيد في أن ثلاثة ملايين شركسي طرد من شركيسيا في فترة استمرت حتى 1911. مصادر أخرى تفيد بالقول أن أكثر من مليوني لاجئ شركسي هرب من شركيسيا بحلول 1914، ثم ذهبوا إلى دول ومناطق مثل البلقان، تركيا، التي كانت معروفة باسم الدولة العثمانية، وعرفوا عندئذ باسم مهاجر، سوريا، لبنان، ما يعرف الآن بـ: الأردن، كوسوفو، مصر (كان الشركس جزءاً من جيش المماليك منذ العصور الوسطى)، فلسطين (في قرى كفر كما والريحانية، منذ 1880)، كما ذهب منهم إلى مناطق بعيدة مثل شمال ولاية نيويورك ونيو جيرسي. هذه الخريطة توضح الطرق التي سلكها اللاجئين الشركس والدول التي استقبلتهم.
بالنسبة لبعض المؤرخين الذين يوافقون على مصطلح الإبادة الجماعية للشركس، 90% من الناس ذوو الأصول الشركسية يعيشون في بلدان أخرى، بشكل رئيسي في تركيا والأردن ومناطق أخرى من الشرق الأوسط، حيث هناك فقط حوالي 300,000 - 400,000 يعيشون في ما يدعى اليوم بروسيا. المناطق الشركسية الخالية من السكان أعيد التوطين فيها ناس من مختلف الأصول العرقية، منهم الروس، الأوكرانيون الجورجيون. نشأ احتكاك بين هذه الشعوب والـالسكان الأصليون في أبخازيا، عامل أدى إلى احتكاك بين المجموعتين العرقيتين ناتجاً حرب في أبخازيا.